# Бранвил Аг
Бранвил Аг (фр. Branville-Hague) насеље је и општина у северној Француској у региону Доња Нормандија, у департману Манш која припада префектури Шербур-Октевил.
По подацима из 2011. године у општини је живело 173 становника, а густина насељености је износила 81,6 становника/km². Општина се простире на површини од 2,12 km². Налази се на средњој надморској висини од 100 метара (максималној 164 m, а минималној 98 m).

## Демографија
| 1962. | 1968. | 1975. | 1982. | 1990. | 1999. | 2011. |
| ----- | ----- | ----- | ----- | ----- | ----- | ----- |
| 78    | 87    | 99    | 98    | 100   | 108   | 173   |

График промене броја становника у току последњих година